# Eduardo Pereyra
Eduardo Gregorio Pereyra (* 13. Oktober 1900 in Rosario; † 21. Februar 1973 in Buenos Aires), auch als Chón und Cooper Ray bekannt, war ein argentinischer Tangopianist, Bandleader und Tangokomponist.

## Leben
Pereyra hatte zunächst Klavierunterricht in seiner Heimatstadt und war später Schüler von Vincenzo Scaramuzza, der auch der Lehrer von Osvaldo Pugliese, Horacio Salgán und Orlando Goñi gewesen war, und von Ernesto Drangosch. Er kam mit einem Trio Abel Bedrunes nach Buenos Aires, das dann zu einem Quintett erweitert wurde. Um dem Militärdienst zu entgehen, flüchtete er nach Montevideo und später nach Chile. Nach seiner Rückkehr wurde er 1922 Pianist des Quartetts von Rafael Rossi. 1923 trat er im Café Los Andes mit der Formation Luis Petrucellis (mit den Bandoneonisten Petrucelli und Pedro Maffia und den Geigern Emilio Ferrer und Fernando Franco) auf. Er wechselte dann zum Sextett Agesilao Ferrazzanos (mit Fernando Franco, Geige, Ciriaco Ortiz und Antonio Romano, Bandoneon, und Olindo Sinibaldi, Kontrabass), das im Abdullah Club im Keller der Galería Güemes spielte.
In dieser Zeit wurde Pereyra auch musikalischer Berater beim Label Victor und nahm dort mehrere Alben als Leiter eines Tangoorchesters auf. Als Klavierbegleiter arbeitete er mit Rosita Quiroga und Roberto Díaz zusammen. Bei Radio Cultura trat er begleitet von den Bandoneonisten Ciriaco Ortiz und Luis Petrucelli, den Geigern Eugenio Nobile, Luis Gutiérrez del Barrio und Antonio Arcieri und dem Bassisten Angel Corleto auf. 1926 ging er nach Europa. Er spielte dort im Teatro Romea in Madrid, trat mit Bachicha (Juan Bautista Deambroggio) und Mario Melfi auf und unternahm eine Tour durch mehrere europäische Städte.
Nach seiner Rückkehr nach Argentinien wirkte er an mehreren Aufnahmen des Sextetts Agesilao Ferrazzanos (nun besetzt mit Bernardo Germino, Zweite Geige, Enrique Pollet und Luis D'Abbraccio, Bandoneon, und Olindo Sinibaldi, Bass) beim Label Victor mit. In Flores trat er in einem Café mit dem Geiger Alcides Palavecino und dem Bandoneonisten Joaquín Mauricio Mora auf. Aus gesundheitlichen Gründen zog er sich darauf für mehrere Jahre nach Córdoba zurück.
Ab 1929 wurde er wieder als Komponist aktiv. Er tourte dann durch Brasilien und lebte einige Zeit in Montevideo, wo er im Royal Pigall, bei Radio Carve und im Cabaret Los Diablos Rojos auftrat. 1932 nahm er beim Label Brunswick eine Platte als Klaviersolist auf mit den Titeln Vagabundo von Agustín Magaldi und Emilio Magaldi und Pedro Noda und Divina von Joaquín Mora. Weitere Aufnahmen entstanden mit einer kleinen Gruppe 1934 beim Label Victor. Zwei Monate lang trat er bei Radio El Mundo mit den Geigern Elvino Vardaro und Manlio Francia, den Bandoneonisten Ciriaco Ortiz und Calixto Sallago und dem Kontrabassisten Vicente Sciarretta auf. Mehrere seiner Kompositionen nahm Carlos Gardel in sein Repertoire auf. Seine Tangos Nunca es tarde und Viejo coche machte die Sängerin Rosita Quiroga bekannt.

## Kompositionen
- Farol de los gauchos (Text von Celedonio Flores)
- La uruguayita Lucía (Text von Daniel López Barreto)
- Y reías como loca (Text von José Ferreyra)
- Gorriones (Text von Celedonio Flores)
- Pan (Text von Celedonio Flores)
- Madame Ivonne (Text von Enrique Cadícamo)
- Nunca es tarde (Text von Celedonio Flores)
- Viejo coche (Text von Celedonio Flores)